# Rio Pimpão
Rio Pimpão är ett vattendrag i Brasilien.   Det ligger i delstaten Paraná, i den södra delen av landet, 1 200 km söder om huvudstaden Brasília.
I omgivningarna runt Rio Pimpão växer i huvudsak städsegrön lövskog. Runt Rio Pimpão är det glesbefolkat, med 19 invånare per kvadratkilometer.